# Schönau-Berzdorf
Schönau-Berzdorf és un municipi alemany que pertany a l'estat de Saxònia. Es troba a uns 9 km al sud-oest de Görlitz i 15 km a l'est de Löbau. Comprèn el districte de Kiesdorf auf dem Eigen.